# HMS Neptune (20)
«Нептун» (20) (англ. HMS Neptune (20) — військовий корабель, легкий крейсер типу «Ліндер» Королівського військово-морського флоту Великої Британії за часів Другої світової війни.

## Історія створення
«Нептун» був закладений 24 вересня 1931 року на верфі компанії Portsmouth Dockyard у Портсмуті. 23 лютого 1934 року увійшов до складу Королівських ВМС Великої Британії.